# 鍋島勝茂
鍋島 勝茂（なべしま かつしげ）は、安土桃山時代から江戸時代前期にかけての武将・大名。肥前佐賀藩初代藩主。

## 生涯

### 豊臣政権下の鍋島氏
天正8年（1580年）10月28日、鍋島直茂の長男として、石井生札の屋敷で生まれる。母は飯盛城主石井常延の次女・彦鶴。一時期、龍造寺隆信の次男・江上家種の養子になったこともある。
隆信の死後、龍造寺政家は、豊臣秀吉から肥前国7郡30万9902石を安堵されたが、朱印状は龍造寺高房宛となっている。鍋島直茂はうち3万石余（直茂･勝茂の合計高4万4500石）を与えられ 、龍造寺氏領の支配を委任され実権を握った。
しかし高房が幼少であることから、筆頭重臣である鍋島直茂が代わって国政を行う状態という、家督と国政の実権が異なる状況が続いていた。そのため、鍋島家は正式な大名ではなかったわけであるが、勝茂は豊臣時代から既に大名世子としての扱いを受けていた。朝鮮出兵においても父・直茂が龍造寺軍の総大将として出陣している。
天正17年（1589年）、豊臣秀吉より豊臣姓を下賜された。慶長2年（1597年）からの慶長の役では父と共に渡海し、蔚山城の戦いで武功を挙げた。

### 関ヶ原
慶長5年（1600年）の関ヶ原の戦いでは西軍に与し、伏見城攻めに参加した後、伊勢国安濃津城攻めに参加するなど、西軍主力の一人として行動した。しかし父・直茂の急使により、すぐに東軍に寝返り、立花宗茂の柳川城、小早川秀包の久留米城を攻撃した。
関ヶ原本戦には参加せず、西軍が敗退した後に黒田長政や閑室元佶や西本願寺の准如上人の仲裁で徳川家康にいち早く謝罪し、また先の戦功により龍造寺家は肥前国佐賀の本領安堵を認められた。ただし、領内の戦後処理で勝茂の直轄領は9000石となった。徳川への配慮と東軍参加の家中諸将への示しをつける形式的な処分であるが、結果的にのちに分家が勝茂を軽んじる要因になる。また名代の軍勢が家康から直々に労いの言葉を得た龍造寺（後藤）茂綱には、勝茂を超す12,108石の大領を与えざるをえなかった。茂綱の子孫は龍造寺四家の一つとして発言力を増していく。

### 鍋島騒動から藩主へ
慶長12年（1607年）に龍造寺高房、後を追うように政家が死去すると、勝茂は幕府公認の下で跡を継いで、龍造寺家の遺領（検地による高直しで35万7千石。後述）を引き継ぎ佐賀藩主となり、父の後見下で藩政を総覧した。勝茂はまず龍造寺家から鍋島家への滞りない政権移行に従事し、龍造寺家臣団と鍋島家臣団の整理を行い、各家臣から起請文を改めて提出させ、内乱の防止に成功した。
このように龍造寺家から鍋島家への継承は、他家の同様な例と異なり、ほとんど血を見ずに成功したものの、「鍋島化け猫伝説」などの説話が巷間に流れ、勝茂は歌舞伎や講談では主家を乗っ取った悪役とされてしまっている。これには、龍造寺高房が佐賀藩の実権を取り返せないことに絶望して自害したとされる（真相は不明）こと、勝茂の一子が突然死したこと、また寛永年間に高房の子・龍造寺伯庵が佐賀藩の統治権の返還を執拗に幕府へ願い出たことなどによる。幕府はその都度伯庵の訴えを却下し、最後には江戸所払いにしたうえで、3代将軍・徳川家光の異母弟であり閣老の会津藩主・保科正之に50人扶持で永預けとした。ただし、勝茂はこれらの件に対して、例えば一子の突然死後に半ば錯乱した父・直茂が巫女の占いを信じて家士数人を殺害すると、これを諌める書簡を江戸から送り、伯庵の訴えには穏便に処理するよう幕府に願い出たりしている。
一方で、旧龍造寺家臣団と鍋島譜代の家臣団のいずれにもほとんど粛清がなかったために、石高のほとんどは家臣団への知行分となってしまい、藩主の直轄領が6万石程度しか残らず、藩政当初から財政面において苦しむこととなった。このため佐賀藩ではその後、一貫して干拓など増収政策に取り組むこととなる。またこの間、検地を実施して35万7000石の石高があることを明らかにし、これに先立つ慶長7年（1602年）より佐賀城・蓮池城を近世城郭にふさわしい体裁を備えるべく築城（蓮池城は一国一城令のため破却）し、鍋島家統治の象徴とした。
慶長19年（1614年）からの大坂の陣では幕府方に属した。寛永14年（1637年）からの島原の乱に出陣するが、家臣が軍律違反を犯したため幕府に処罰された。
明暦3年（1657年）3月24日、死去。享年78。嫡孫の光茂が跡を継いだ。

## 勝茂甲冑と「青漆」
佐賀藩、鍋島家の伝世品を収蔵する佐賀市徴古館では、勝茂の甲冑「青漆塗萌黄糸威二枚胴具足」が所蔵されている。勝茂が島原の乱で着用したと伝わり、勝茂末子の神代直長が拝領し、その子孫の鍋島内記家に伝来した。青漆とは、漆に藍や石黄を混ぜて発色させる技法で、江戸時代中後期に考案されたとされる。なお青漆という名ではあるものの、実際の色は青ではなく緑である。
この甲冑の修復と複製品の作製が横浜市の甲冑師西岡文夫に発注されたが、江戸時代初期に青漆技法は存在しなかった可能性が高いなど作業過程で多くの疑問が生まれ、東京文化財研究所保存修復科学センターの北野信彦に科学的調査が依頼された。その結果、青漆ではなく西洋絵画の油絵具に近い技法で作製された塗料であることが明らかになった。近年の調査研究の結果、他の甲冑や障壁画で同様の例が発見されている。

## 系譜
- 父：鍋島直茂
- 母：彦鶴 - 石井常延の娘
- 養父：江上家種
- 正室：戸田勝隆の娘
  - 長男：伊勢松（早世）
- 継室：高源院（1588-1661）、菊姫 - 徳川家康の養女、岡部長盛の娘
  - 長女：市姫 - 上杉定勝正室
  - 次女：鶴姫（天性院） - 多久茂辰正室
  - 三男：満千代（早世）
  - 四男：鍋島忠直（1613-1635）
  - 五男：鍋島直澄（1616-1669） - 蓮池鍋島家祖
  - 三女：亀姫（宝乗院） - 諫早茂敬室
  - 八男：鍋島直弘（1618-1661） - 成富茂安養子、白石鍋島家祖
  - 四女：伊勢菊姫（性空院） - 神代常利室
  - 九男：鍋島直朝（1622-1709） - 鍋島正茂養子、鹿島鍋島家第3代
  - 五女：長姫（永春院） - 松平忠房正室
  - 六女：乙成姫（自證院） - 鍋島元茂の養女、鍋島直広室
  - 十男：卿公
  - 十一男：神代直長 - 川久保神代家
- 側室：岩 - 小西三右衛門の娘
  - 次男：鍋島元茂（1602-1654） - 小城鍋島家祖
- 側室：小代氏
  - 十二男：超誉
- 生母不明の子女
  - 六男：松吉
  - 七男：彦太郎
- 養子
  - 男子：鍋島光茂（1632-1700） - 鍋島忠直の長男
  - 女子：彦宮 - 鍋島常貞室、諫早直孝の娘

なお、勝茂の子については「成人した子女のみ」を数え「七男六女」とし、長男・元茂、次男・忠直、三男・直澄、四男・直弘、五男・直朝、六男・超譽、七男・直長とする文献資料もある。